# Beckley (Oxfordshire)
Beckley – wieś w Anglii, w hrabstwie Oxfordshire, w dystrykcie South Oxfordshire. Leży 8 km na północny wschód od Oksfordu i 80 km na północny zachód od Londynu. W 1931 roku civil parish liczyła 288 mieszkańców. Beckley jest wspomniana w Domesday Book (1086) jako Bechelie.